# Cyrtophleba asiatica
Cyrtophleba asiatica är en tvåvingeart som beskrevs av Louis-Paul Mesnil 1974. Cyrtophleba asiatica ingår i släktet Cyrtophleba och familjen parasitflugor.
Artens utbredningsområde är Tadzjikistan. Inga underarter finns listade i Catalogue of Life.